# 席替え
席替え（せきがえ）とは、定常的に座席配置と構成人員が決定されている集団において、その座席の順番を変更することである。
なお、座席の変更は、さまざまな場面で行われるため、本項目では一般に座席を入れ替えるそれではなく、主に学校等の教育機関のクラス内で行われる、関係者（学校の場合は在学生）による、ホームルームでの座席を入れ替える行事について記述する。大学ではホームルームが存在しないため、研究室内などを除き席替えは行われない。

## 方法

### くじを利用する方法
- くじ1枚1枚に番号をふり、座席にふった番号と対応させる方法 - 誰がどの席に割り振られるかが完全にランダムであるため、最も公平な方法であると言える。座席番号はあらかじめ決まっているのがデフォルトだが、くじで生徒に番号を割り振った後、ランダムに座席番号を決めるパターンも存在する。
- くじ1枚1枚に番号をふり、番号の小さいくじを取った者から好きな席を決めていく方法 - 番号が少ないくじをとった者が、座席指定の優先権を得る。

くじを作成する際、番号が重複しないように注意が必要であるが担任の教師がくじを作成するという事もある。

### 話し合いで決める方法
- 生徒の自立的な話し合いにより座席を決定させる方法 - 人数が増えることにより要望が増え、決定することが困難になる場合がある。くじによる席替えの後、話し合いで調整することもある。

### 担任の教師が強制的に決める方法
- くじ引きなどにすると、学習に支障が出る子がいたり、黒板の文字が見えなくなったりする子がいるので、担任の教師が、強制的にきめて、それに従うという方式。また、担任が、ランダムに決めて、それに従う事もある。

### その他
- フルーツバスケットなどのゲームを用いる方法 - レクリエーション要素を含む。しかし、自分の希望を通すために、座席の取り合いなどのトラブルが発生することも考えられる。
- 席替えのソフトウェアを用いる方法 - ソフトによってランダム生成された配列に従う。
- お見合い形式 - 男子・女子に分かれ、まず女子（男子）は教室外に退出し、男子（女子）が好きな座席を指定する。そして男子（女子）は教室を出、女子（男子）が席を決める。そこに男子（女子）が入るという方法。ただし、「男子用の席」「女子用の席」を決める必要がある。

## 問題点・注意点
- 視力や聴力等、やむを得ず座席が限定されてしまうような環境がある場合、それを考慮に入れ、その上で不平がないように調整することが必要である。
- 席替えの際に欠席者がいた場合、その扱いをどうするかについて慎重に検討する必要がある。
- 希望に添わない結果になった場合、文句や不平を漏らす者が出る可能性がある。
- 東欧の国々では、席替えの制度が無い事が多く、東欧諸国出身者の人々にとって、この制度はカルチャーショックを受けると同時に、評判も良いようである。